# Тихонов, Владимир Агеевич
Владимир Агеевич Тихонов (род. 1 ноября 1938 года в Красноярском крае, РСФСР, СССР) — советский и российский политический деятель, народный депутат РСФСР, депутат Государственной Думы ФС РФ первого созыва (1993—1995)

## Биография
В 1962 году получил высшее юридическое образование в Томском государственном университете. С 1962 по 1975 год работал в городе Канске Красноярского края, адвокатом, в тресте «Дивногорсклес» инженером отдела, начальником отдела, юрисконсультом комбината «Красноярсклес». С 1975 по 1990 год работал на производственного лесосплавного объединения «Енисейлесосплав» главным экономистом, заместителем генерального директора по экономике. С 1990 по 1993 год народный депутат РСФСР, член Комитета Верховного Совета РСФСР по вопросам собственности и экономической реформы.
В 1993 году избран депутатом Государственной думы Федерального Собрания Российской Федерации первого созыва от Красноярского одномандатного избирательного округа № 49. В Государственной думе был членом комитета по делам общественных объединений и религиозных организаций.
С 1992 года основатель, председатель Движения «За народное самоуправление», в 1995 году движение в составе блока «Власть — народу!» участвовало в выборах, по итогам выборов блок не был допущен к распределению мандатов.